# サンパウロ新聞
サンパウロ新聞（さんぱうろしんぶん）は、かつて日本語およびポルトガル語で発行されていた、ブラジルの新聞。2019年1月1日付の発行を以って廃刊。

## 概要
第二次世界大戦の期間中、ブラジルでは邦字新聞が相次いで発行禁止になった。当時国内に流通された新聞がほとんどポルトガル語だったこともあり、情報が遮断された日系社会は、日本の勝敗をめぐる論争から「勝ち組」「負け組」に分かれて混乱し、大量殺人事件も発生した。熊本県から移住してきた水本光任は「日本語による正しい情報の伝達」の必要性を認識し、1946年にサンパウロ新聞社を立ち上げ、ブラジル政府と交渉して創刊した。
購読者は90%が日本語を解する世代（1世と2世）で、発行部数は1960年代には実売8万部に達したが、その後は購読者の高齢化・死去、および日系社会全般の日本語離れに伴って激減し、2018年12月22日発行の「2019年1月1日付新年号」を以って廃刊した。
1977年には『第25回菊池寛賞』を受賞している（水本光任とサンパウロ新聞）。また、サンパウロ新聞社の所在地は、その創刊者にちなんで、ミツト・ミズモト通り（Rua Mituto Mizumoto）という名称である。
4